# بروس والكر فيرغسون
بروس والكر فيرجسون معلم ورجل أعمال ومحامي ورئيس الجامعة الأمريكية في العراق في السليمانية وأحد مؤسسي شركة أوربيتال ساينسيز.

## حياته
فيرجسون متزوج من هيذر آر سانديفورد، التي حصلت على شهادة A.B. من جامعة هارفارد وماجستير في إدارة الأعمال من جامعة شيكاغو. هو وهيذر لديهما طفلان. فيرغسون لديه أخت، شيري فيرجسون زوليك، وشقيق، سكوت فيرجسون. كان والد فيرجسون، جلين والكر فيرجسون، مديرًا لفيلق السلام في تايلاند، وأول مدير للمتطوعين في الخدمة لأمريكا (VISTA)، وسفير الولايات المتحدة في كينيا، ورئيس إذاعة أوروبا الحرة / راديو ليبرتي، ورئيس مركز لينكولن الفنون المسرحية، والرئيس السابق لأربع جامعات. عملت والدته، باتريشيا هيد فيرجسون، كأحد أمناء كلية ماري واشنطن.

## تعليمه
ولد بروس ووكر فيرجسون في واشنطن العاصمة عام 1954. درس في مدارس في واشنطن العاصمة وماريلاند وتايلاند وكينيا ولبنان ونيويورك ونيوهامبشاير، وتخرج في عام 1972 من أكاديمية فيليبس إكستر( Phillips Exeter Academy).
بعد حصوله على A.B. حصل فيرغسون على درجة البكالوريوس في الحكومة وماجستير في التربية من جامعة هارفارد عام 1976، وكان طالب دراسات عليا في العلوم السياسية بجامعة دلهي في الهند في منحة سفراء دولية من الروتاري قبل أن يعود إلى هارفارد لإكمال شهادة دكتوراه في العلوم السياسية لمدة أربع سنوات. برنامج درجة مشتركة في كلية الحقوق بجامعة هارفارد، شغل منصب محرر المقالات في مجلة Harvard Law Review. 

## مساره المهني

### إيدنسبيس
في عام 1998، أسس فيرغسون وكان أول رئيس لشركة Edenspace Systems، وهي شركة تكنولوجيا حيوية نباتية مملوكة للقطاع الخاص تعمل على هندسة نباتات المحاصيل لزيادة تغذية الماشية وللمساعدة في المعالجة المسبقة للكتلة الحيوية والتحلل المائي الأنزيمي لإنتاج الإيثانول. ومع ذلك، فإن المخاوف العامة بشأن المحاصيل المهندسة بيولوجيًا والتأخيرات اللاحقة والتكلفة العالية للحصول على الموافقات التنظيمية (المقدرة بإجمالي يصل إلى 15 مليون دولار لكل صنف جديد من المحاصيل المعدلة بالهندسة الحيوية) جعلت التطوير التجاري لهذه التكنولوجيا غير عملي. أنهى Edenspace معظم أبحاثه وتطويره في عام 2011، عندما تنحى فيرغسون عن منصبه كرئيس.